# Norbertville
Norbertville est une ancienne municipalité de village canadienne du Québec située dans la municipalité régionale de comté d'Arthabaska et la région administrative du Centre-du-Québec. Elle est nommée en l'honneur de Joseph-Norbert Provencher, évêque de Saint-Boniface.
Norbertville a été fusionné à sa voisine Saint-Norbert-d'Arthabaska le 21 octobre 2009.